# Martin Åslund
Pour les articles homonymes, voir Åslund.
Martin Åslund est un footballeur international suédois né le 10 novembre 1976 à Stockholm. Il évoluait au poste de milieu offensif.
Son père, Sanny, était également footballeur international suédois.

## Biographie

### En club
Martin Åslund joue principalement en faveur de l'IFK Norrköping, de l'AIK Solna, et du club danois du Viborg FF. Il dispute un total de 259 matchs en championnat, inscrivant 17 buts.
Au sein des compétitions européennes, il dispute cinq matchs en Ligue des champions, et sept matchs en Coupe de l'UEFA.

### En équipe nationale
Martin Åslund joue quatre matchs en équipe de Suède entre 1998 et 2001, inscrivant deux buts.
Il reçoit sa première sélection en équipe de Suède le 14 octobre 1998, contre la Bulgarie, dans le cadre des éliminatoires de l'Euro 2000 (victoire 0-1 à Bourgas).
Il inscrit deux buts en février 2001, contre la Thaïlande puis contre la Chine.

## Palmarès
AIK Solna
- Vainqueur de la Coupe de Suède en 1999